# Nippur de Lagash
Nippur de Lagash (in Deutschland: Torka der Tiger) war eine argentinische Comic-Serie (Historieta) über die Abenteuer eines fiktiven sumerischen Kriegers in der Bronzezeit, die von 1967 bis 1998 im Verlag Editorial Columba, Buenos Aires, erschien. Sie wurde von dem Comicautor Robin Wood geschrieben und von Lucho Olivera, Jorge Zaffino, Sergio Mulko, Ricardo Villagrán und anderen gezeichnet. Übersetzungen erschienen in Italien (Nippur di Lagash, Verlag Euro Editoriale, seit 1983) und Deutschland (Bastei-Verlag, 1975 bis 1977).

## Handlung und Hauptfiguren
Nippur de Lagash (Torka der Tiger), die Hauptfigur der Serie, stammt aus der sumerischen Stadt Lagash in Süd-Mesopotamien. Seine Eltern wurden in Nippur geboren. Nach einer Invasion seiner Heimatstadt Lagash durch den Akkadier Lugal-Zagesi wird er ins Exil gezwungen. Auf seinen Wanderungen durch den Mittleren Osten erlebt er zahlreiche Abenteuer und begegnet historischen Persönlichkeiten wie dem späteren König Sargon von Akkad, ehe er in seine Heimatstadt zurückkehrt und Herrscher von Lagash wird.

## Veröffentlichungen
In Argentinien erschienen von 1967 bis 1998 rund 449 Geschichten; die erste im Magazin D’Artagnan 151 im Verlag Editorial Columba. Neben unselbstständigen Veröffentlichungen werden die Geschichten seit 1981 in Alben nachgedruckt, wie zum Beispiel Nippur de Lagash – El hombre de Lagash (Editorial Columba, 1981), Nippur de Lagash – El incorruptible (Editorial Columba, 1981), Nippur de Lagash – El regreso (Editorial Columba, 1990), Nippur de Lagash – Adiós a Tebas (Doedytores, 2003) und Nippur de Lagash. Biblioteca Clarín de la Historieta N. 9 (Diario Clarin, 2004).
In Italien erschienen ab 1983 unter dem Namen Nippur di Lagash bisher rund 180 Geschichten; die erste im Magazin Lanciostory 28 des Verlages Eura Editoriale. Seit 1990 erscheinen die Alben Nippur (bisher Band 1 bis 46, ca. 64 Seiten pro Band, Reihe Eurocomix, Verlag Eura Editoriale). Ebenfalls als Album wurde das Serien-Spin off Hiras publiziert (Band 1 und 2, Reihe Eurocomix, ca. 64 Seiten pro Band, Verlag Eura Editoriale).
Eine deutsche Übersetzung erschien unter dem Namen Torka der Tiger in den Jahren 1975 bis 1977 im Bastei-Verlag. Insgesamt wurden 49 Episoden der Serie als Zusatzgeschichten in den Heften 48 bis 97 der Comicserie Robin Hood publiziert. Ebenso wie bei Fanfan der Husar, einer anderen Zusatzgeschichte der Comicserie Robin Hood, erfolgte der Druck in schwarz, weiß und rot. Rot coloriert wurden z. B. die Kleidung der Protagonisten, ihre Reitpferde sowie Blut in den Kampfszenen.

## Rezeption
Nippur de Lagash wird als eine der populärsten Comicfiguren in Argentinien bezeichnet. Ihr Schöpfer, der paraguayische Comicautor Robin Wood habe viele bedeutende Comicserien geschaffen, von denen Nippur de Lagash vermutlich am bekanntesten sei.
In Paraguay war die Comicfigur Nippur de Lagash Motivvorlage für eine Briefmarke.